# Jayden Oosterwolde
Jayden Oosterwolde (Zwolle, 26 april 2001) is een Nederlands voetballer. Hij speelt als linkervleugelverdediger. Hij speelde in de jeugd van FC Twente en maakte in 2020 zijn profdebuut voor deze club. Na een jaar bij Parma werd hij in januari 2023 door Fenerbahçe aangetrokken.

## Loopbaan
Oosterwolde was jeugdspeler bij de Zwolse voetbalvereniging ZAC. Op zijn elfde maakte hij de overstap naar de voetbalacademie FC Twente. In juni 2020 tekende hij zijn eerste contract, bij de uit de voetbalacademie voortgekomen FC Twente/Heracles Academie. Het was de bedoeling dat hij in seizoen 2020/21 deel ging uitmaken van het O21-elftal van de voetbalopleiding, maar na trainingsstages bij Heracles Almelo en FC Twente wilden beide clubs hem inlijven. Hij koos voor Twente, waar hij in juli 2020 een driejarig contract tekende.
Op 12 september 2020 maakte hij in een thuiswedstrijd tegen Fortuna Sittard met een basisplaats zijn debuut in het betaald voetbal. Hij gaf de assist waaruit Queensy Menig de 1-0 scoorde. In een wedstrijd tegen Willem II op 17 oktober 2020 scoorde hij zijn eerste doelpunt in de Eredivisie. In zijn eerste seizoen in de Eredivisie kwam hij tot 26 wedstrijden. In september 2021 werd de optie op zijn contract gelicht, waardoor hij tot 2024 onder contract staat.
Op 31 januari 2022 maakte Oosterwolde een transfer naar Parma, dat uitkomt in de Serie B. Parma huurde de linksback voor een half jaar met een optie tot koop, die in de zomer van 2022 werd gelicht. Begin 2023 werd hij voor zes miljoen euro gekocht door Fenerbahçe.

## Clubstatistieken
| Seizoen         | Club            | Competitie      | Competitie | Competitie | Beker | Beker | Europees | Europees | Totaal | Totaal |
| Seizoen         | Club            | Competitie      | Wed.       | Dlp.       | Wed.  | Dlp.  | Wed.     | Dlp.     | Wed.   | Dlp.   |
| --------------- | --------------- | --------------- | ---------- | ---------- | ----- | ----- | -------- | -------- | ------ | ------ |
| 2020/21         | FC Twente       | Eredivisie      | 26         | 1          | 0     | 0     | —        | —        | 26     | 1      |
| 2021/22         | FC Twente       | Eredivisie      | 14         | 0          | 1     | 0     | —        | —        | 15     | 0      |
| 2021/22         | → Parma         | Serie B         | 5          | 0          | 0     | 0     | —        | —        | 5      | 0      |
| 2022/23         | Parma           | Serie B         | 18         | 1          | 1     | 0     | —        | —        | 19     | 1      |
| 2022/23         | Fenerbahçe      | Süper Lig       | 3          | 0          | 1     | 0     | 1        | 0        | 5      | 0      |
| 2023/24         | Fenerbahçe      | Süper Lig       | 27         | 0          | 3     | 0     | 13       | 2        | 43     | 2      |
| 2024/25         | Fenerbahçe      | Süper Lig       | 8          | 0          | 0     | 0     | 6        | 0        | 14     | 0      |
| 2025/26         | Fenerbahçe      | Süper Lig       | 0          | 0          | 0     | 0     | 1        | 0        | 1      | 0      |
| Carrière totaal | Carrière totaal | Carrière totaal | 101        | 2          | 6     | 0     | 21       | 2        | 128    | 4      |

Bijgewerkt tot en met 6 augustus 2025.